# Jisra’el Kesar

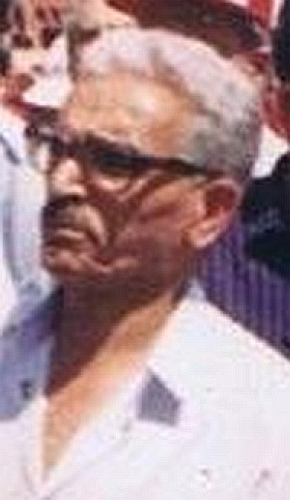
Jisra’el Kesar

Jisra’el Kesar (hebräisch ישראל קיסר‎; 20. Mai 1931 in Sanaa, Jemen – 8. September 2019 in Cholon) war ein israelischer Politiker und Knessetabgeordneter.

## Leben
Kesar wanderte 1931 aus dem Jemen und zog 1933 nach Palästina aus. Er war in den Israelischen Streitkräften als Hauptmann tätig. Er studierte Wirtschaft und Soziologie an der Hebräischen Universität Jerusalem und der Universität Tel Aviv.

## Politik
Von 1984 bis 1996 war er von der 11. bis zur 13. Legislaturperiode Knessetabgeordneter. Von 1984 bis 1991 war er Knessetabgeordneter der HaMa’arach, von 1991 bis 1995 war er Knessetabgeordneter der Awoda, von 1992 bis 1996 war er israelischer Verkehrsminister.